# Cal Jan (Sora)
Cal Jan és una masia de Sora (Osona) inclosa a l'Inventari del Patrimoni Arquitectònic de Catalunya.

## Descripció
Cal Jan és una casa de planta rectangular construïda amb murs irregulars i poc morter i el teulat a doble vessant. Parcialment arrebossada i parcialment cimentada, encara conserva les llindes de les portes i finestres. La llinda de la porta principal presenta la data de construcció de l'actual edifici: 1737. Davant de la casa hi ha una construcció feta sols de pedra, tallada regularment, que es fa servir de pallissa. L'estat de conservació és dolent i actualment sols fa servir per a granja de bestiar.